# Laura Ramsey
Laura Ramsey (Brandon, 14 novembre 1982) è un'attrice statunitense.

## Filmografia parziale

### Cinema
- Lords of Dogtown, regia di Catherine Hardwicke (2005)
- Inside Out, regia di David Ogden (2005)
- Cruel World, regia di Kelsey T. Howard (2005)
- Venom, regia di Jim Gillespie (2005)
- She's the Man , regia di Andy Fickman (2006)
- The Covenant, regia di Renny Harlin (2006)
- Whatever Lola Wants, regia di Nabil Ayouch (2007)
- Rovine (The Ruins), regia di Carter Smith (2008)
- Shrink, regia di Jonas Pate (2009)
- 1 Out of 7, regia di York Shackleton (2011)
- Bulletproof Man (Kill the Irishman), regia di Jonathan Hensleigh (2011)
- Hirokin, regia di Alejo Mo-Sun (2011)
- No One Lives, regia di Ryūhei Kitamura (2012)
- Pulling Strings, regia di Pedro Pablo Ibarra (2013)
- Are You Here, regia di Matthew Weiner (2014)

### Televisione
- The Days - serie TV, 6 episodi (2004)
- Mad Men - serie TV, episodio 2x11 (2008)
- White Collar - serie TV, episodio 6x03 (2014)
- Hindsight - serie TV (2015)

## Doppiatrici italiane
Nelle versioni in italiano delle opere in cui ha recitato, Laura Ramsey è stata doppiata da:
- Connie Bismuto in Venom
- Deborah Ciccorelli in She's the Man
- Perla Liberatori in The Covenant
- Federica De Bortoli in Rovine
- Domitilla D'Amico in Mad Men
- Sabine Cerullo in Bulletproof Man
- Rossella Acerbo in White Collar